# Jean-Pierre Bekolo

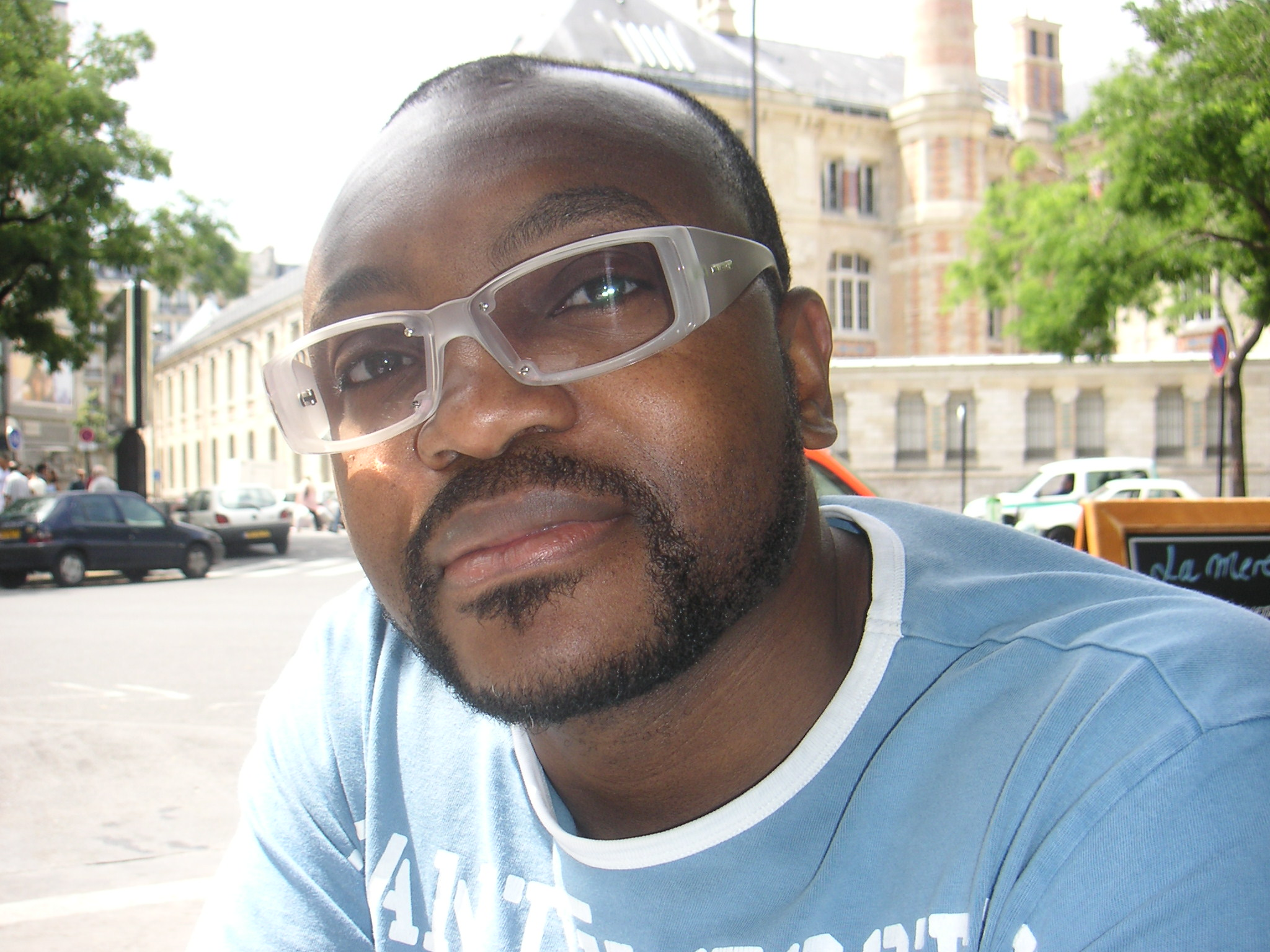
Jean-Pierre Bekolo, 2005

Jean-Pierre Bekolo (* 8. Juni 1966 in Yaoundé, Kamerun) ist ein kamerunischer Filmregisseur. Er lehrt an der Duke University. Sein Werk wird zu der von Djibril Diop Mambéty begründeten experimentellen Tradition gerechnet. 2015–2016 war er Gast im Berliner Künstlerprogramm des DAAD.

## Filmografie
- 1992: Le Quartier Mozart
- 1996: Le Complot d’Aristote
- Les Saignantes (2005).
- Le président (2013).
- Les mots et les choses de Mudimbe (2014).
- Naked Reality (2016).
- Afrique, La pensée en mouvement Part I (2017).
- Miraculous Weapons (2017)

## Ausstellungen
- 2016: Welcome to Applied Fiction, SAVVY Contemporary Berlin.